# Michael Geyer (Mediziner)
Michael Florian Geyer (* 2. April 1943 in Erfurt) ist ein deutscher Psychiater, Psychosomatiker und Psychotherapeut, emeritierter Hochschullehrer und Autor. Bis zu seiner Emeritierung war er Direktor der Klinik und Poliklinik für Psychotherapie und Psychosomatische Medizin der Universität Leipzig. Geyer hat mehr als 270 wissenschaftliche Publikationen verfasst, darunter mehrere Monografien.

## Leben
Michael Geyer wurde als erstes Kind einer mittelständischen Kaufmannsfamilie im thüringischen Erfurt geboren, wo er auch zur Schule ging und sein Abitur ablegte. Von 1961 bis 1966 studierte er Medizin an den Universitäten Sofia, Leipzig und Erfurt. 1966 wurde ihm die Promotion A zum Dr. med. in Psychiatrie an der Medizinischen Akademie Erfurt mit seiner Dissertation Die Insulinschocktherapie unter Ganglienblockade verliehen. 1978 folgte dort die Promotion B (entspricht der Habilitation) für Neurologie und Psychiatrie mit seinem Werk Psychosoziale Merkmale bei Herzinfarktgefährdeten.
Von 1983 bis 1992 war Geyer ordentlicher Professor für Neurologie und Psychiatrie am Bereich Medizin der Karl-Marx-Universität Leipzig, ab 1992 Professor (C 4) für Psychosomatische Medizin und Psychotherapie an der Medizinischen Fakultät der Universität Leipzig bis zu seiner Emeritierung in 2008. 1990 wurde er als Direktor für Psychotherapie und Psychosomatische Medizin des Universitätsklinikums Leipzig berufen und blieb dies bis 2008. Von 1992 bis 1999 war er Mitglied des Fakultätsrates der Medizinischen Fakultät, von 1995 bis 1998 Prorektor für Universitätsentwicklung der Universität Leipzig. Stand 2016 ist er als Wissenschaftlicher Leiter der Akademie für Psychotherapie GmbH Erfurt und Leiter der Erfurter Psychotherapiewoche.
Geyer ist Facharzt für Psychiatrie und Neurologie (1971) sowie für Psychosomatische Medizin und Psychotherapie (1992) sowie Psychoanalytiker, seit 2003 anerkannter Lehr- und Kontrollanalytiker der DGPT. Er betreibt Forschungen auf den Gebieten der Psychosomatischen Medizin, Psychotherapie, Psychiatrie und Psychiatrischen Epidemiologie.
Geyer war u. a. von 1968 bis 1991 ordentliches Mitglied der Gesellschaft für Psychiatrie und Neurologie der DDR, von 1982 bis 2003 Vorsitzender der Gesellschaft für Psychotherapie, Psychosomatik und Medizinische Psychologie e. V. (bis 1989 Gesellschaft für Ärztliche Psychotherapie der DDR), von 1990 bis 2008 Vorsitzender der Prüfungsausschüsse Psychotherapie, Psychoanalyse und Psychotherapeutische Medizin der Sächsischen Landesärztekammer und ist seit 2007 Ehrenvorsitzender des Sächsischen Weiterbildungskreises für Psychotherapie, Psychoanalyse und Psychosomatische Medizin e. V., seit 2008 Ehrenmitglied des Sächsischen Instituts für Psychoanalyse und Psychotherapie e. V. sowie des Instituts für Psychologische Psychotherapie Leipzig e. V.
Geyer ist verheiratet und hat drei erwachsene Kinder.

## Auszeichnungen
- 1982: Oskar-Vogt-Preis der Gesellschaft für Ärztliche Psychotherapie der DDR – für besondere wissenschaftliche Leistungen auf dem Gebiet der Psychotherapie
- 2003: John-Rittmeister-Medaille der Gesellschaft für Psychotherapie, Psychosomatik und Medizinische Psychologie e. V. – für besondere Verdienste um das Fachgebiet Psychotherapie
- 2012: Heigl-Preis der Deutschen Gesellschaft für Psychosomatische Medizin und Ärztliche Psychotherapie (DGPM) e. V. – als Mitglied der Arbeitsgruppe Cornelia Albani, Gerd Blaser, Michael Geyer, Gabriele Schmutzer & Elmar Brähler für die Forschungsarbeiten Ambulante Psychotherapie in Deutschland aus Sicht der Patienten – Teile 1 und 2.

## Publikationen (Auswahl)
Monografien
- Das ärztliche Gespräch. Allgemein-psychotherapeutische Strategien und Techniken. 1. Aufl. Verlag Volk und Gesundheit, Berlin 1985 (2., überarb. Aufl. 1990, ISBN 3-333-00482-8).
- Methodik des psychotherapeutischen Einzelgesprächs. Leitfaden dynamisch-interaktioneller Psychotherapie. 1. Aufl. Barth, Leipzig 1989, ISBN 3-335-00099-4 (2. Aufl. 1990).
- mit Aike Hessel: Psychosomatische Medizin und Psychotherapie. Barth, Leipzig/Heidelberg 1997, ISBN 3-8252-1942-9.

Herausgeberschaften von Fachbüchern
- mit Reinhard Hirsch (Hrsg.): Psychotherapie in der psychosomatischen Grundversorgung. Barth, Leipzig/Heidelberg 1994, ISBN 3-335-00381-0.
- mit Günter Plöttner, Thomas Villmann (Hrsg.): Psychotherapeutische Reflexionen gesellschaftlichen Wandels. VAS, Frankfurt am Main 2003, ISBN 3-88864-364-3.
- mit Günter Plöttner (Hrsg.): Psychodynamische Psychotherapie und ihre Therapeuten. Lebenswirklichkeiten und Identitäten von Psychotherapeuten. Psychosozial-Verlag, Gießen 2008, ISBN 978-3-89806-827-7.
- (Hrsg.): Psychotherapie in Ostdeutschland. Geschichte und Geschichten 1945–1995. Vandenhoeck & Ruprecht, Göttingen 2011, ISBN 978-3-525-40177-4.[3]
- Michael Geyer (Hrsg.): Psychotherapie in Ostdeutschland. Geschichte und Geschichten 1945–1995. Vandenhoeck & Ruprecht, Göttingen 2011, ISBN 978-3-525-40177-4.

Herausgeberschaften von Zeitschriften
- mit H. Hess, J. Ott, H. Schröder (Hrsg.): Psychotherapie und Grenzgebiete. Johann Ambrosius Barth, Leipzig 1989–1992.
- Zeitschrift für Psychosomatische Medizin und Psychotherapie. Vandenhoeck & Ruprecht, Göttingen 1987–2007.
- mit Reinhard Hirsch (Hrsg.): Psychotherapeutische Medizin. Johann Ambrosius Barth/Hüthig, Heidelberg/Leipzig 1993–1998.

Sonstige Schriften
- Michael Geyer, Leipzig/Erfurt. In: Carl-Christoph Schweitzer u. a. (Hrsg.): Lebensläufe – hüben und drüben. Leske und Budrich, Obladen 1993, ISBN 3-8100-1121-5, S. 137–145 (eingeschränkte Leseprobe bei Google Books).